# Les Roches Piquées

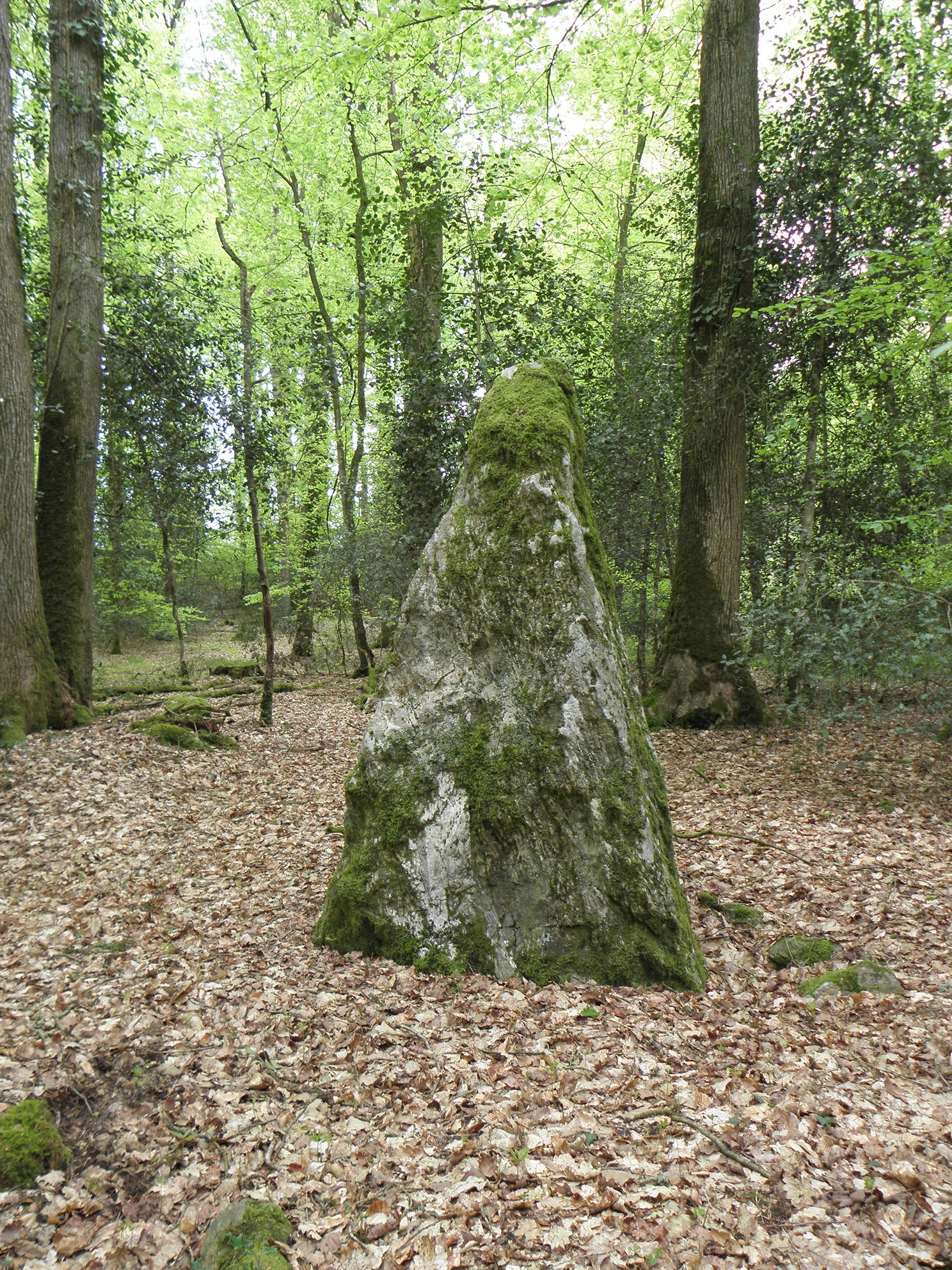
Les Roches Piquées 1

Les Roches Piquées (deutsch die durchbohrten Felsen) sind zwölf, bis zu 4,2 Meter hohe Menhire, die in zwei Gruppen, südlich der Straße stehen, die westlich von Saint-Aubin-du-Cormier bei Fougères im Département Ille-et-Vilaine in der Bretagne in Frankreich durch den Foret de Haut Sève (Wald) führt. Fünf von ihnen sind seit 1900 als Monument historique klassifiziert.

## Gruppe 1
- Menhir 1 ist etwa 2,9 m hoch, 1,6 m breit und 1,12 m dick der pyramidale Stein hat ein Schälchen auf der Nordseite.
- Menhir 2 ist etwa 3,2 m hoch, 1,0 m breit und 0,9 m dick.
- Menhir 3 ist etwa 2,2 m hoch, 0,9 m breit und 0,6 m dick.
- Menhir 4 ist etwa 2,8 m hoch, 1,56 m breit und 1,4 m dick; der Stein ist obeliskartig.
- Menhir 5 ist etwa 2,15 m hoch, 1,8 m breit und 1,0 m dick der irregulär geformte Stein hat vier Schälchen auf der Südwestseite.
- Menhir 6 ist etwa 4,05 m hoch, 2,4 m breit und 2,23 m dick der prismaartige Stein hat vier Schälchen auf der Südwestseite.

## Gruppe 2
Die zweite Menhirgruppe besteht auch aus sechs Blöcken, darunter nur zwei stehende.
- Menhir 1 ist etwa 0,9 m hoch, 0,87 m breit und 0,58 m dick; der stehende Stein ist prismaartig.
- Menhir 2 ist etwa 3,2 m hoch, 2,7 m breit und 1,4 m dick: der stehende Stein ist prismaartig und wird „Richtertreppe“ genannt.
- Menhir 3 ist etwa 1,62 m hoch, 0,65 m breit und 0,6 m dick der liegende Stein hat drei Schälchen auf der Seite.
- Menhir 4 ist etwa 1,97 m hoch, 1,22 m breit und 0,55 m dick der liegende Stein ist zerbrochen.
- Menhir 5 ist etwa 4,2 m hoch, liegend
- Menhir 6 ist etwa 2,0 m hoch, liegend

Andere Blöcke bedecken den Boden auf einer Fläche von 0,4 ha, sind aber mehr oder weniger durch die Vegetation verdeckt.